# 우에다 전투
우에다 전투(일본어: 上田合戦)는 시나노국(信濃国)의 우에다 성(上田城, 현 나가노현 우에다시에 위치)과 인접한 산성 주변, 그리고 우에다 시 동부를 남북으로 가로지르는 간가와(神川) 부근 등을 전장으로 삼아 사나다 가문(真田氏)과 도쿠가와 가문(徳川氏)사이에 벌어진 전투의 총칭이다.
이 지역에서 사나다와 도쿠가와 간의 전투가 두 차례 벌어져, 덴쇼 13년(1585년)의 전투를 제 1차, 게이초 5년(1600년)의 전투를 제 2차라고 하여 구별한다.
우에다는 동 시나노의 지이사가타 군(小県郡)에 위치하여, 우에다 성 축성 이전부터 다케다(武田)・우에스기(上杉)・호조(北条) 등 강대 세력의 국경으로서 불안정한 지역이었다. 사나다 마사유키(真田昌幸)가 다케다 가문 휘하에서 고즈케국(上野国) 아가쓰마군(吾妻郡)의 누마타(沼田)를 평정하고, 도쿠가와 휘하에서 지이사가타를 평정한 뒤 우에다 성을 축성하였다.
이 전투에서 사나다 마사유키는 주로 우에다 성에서 농성하였기 때문에, 우에다 성 전투(上田城の戦), 우에다 성 공방전(上田城攻防戦)등으로 불리기도 한다. 단, 정확하게는 우에다 성 뿐만아니라 도이시 성(砥石城)과 마리코 성(丸子城) 등 우에다 지이사가타에 소재한 산성들도 모두 포함하는 총력전이었기 때문에, 우에다 전투(上田合戦)라고 부르는 것이 가장 합당하다.

## 양 전투에 대하여
제1차와 제2차 우에다 전투는 각각 그 성격을 달리한다.

### 제1차 우에다 전투
제1차 전투는 도쿠가와 가문과 호조 가문의 화의에 따른 누마타(沼田) 영지 귀속문제가 발단이 되어, 호조 가문에 누마타를 넘기라고 요구하는 도쿠가와 가문과 그것을 거절하는 사나다 가문 간의 영지 분쟁의 색채가 짙다. 특히 사나다 가문이 다케다 가문의 가신에서 시나노의 독립 세력으로 인정받기 위하여 각지에 이름을 알리는 것이 최우선 과제라고 여긴 사나다 마사유키는 끝까지 양보하지 않고 고집을 부리며 뻗대어 끝내 도쿠가와 가문과 전투를 벌이게 되었다. 결과적으로 적은 병력에도 불구하고 도쿠가와 군을 격퇴하는데 성공하여, 사나다 가문의 이름을 도요토미 가문을 비롯한 유력 다이묘들에게 알릴 수 있었다.

### 제2차 우에다 전투
그러나 제2차 전투는 서군과 동군의 군사적 충돌(세키가하라 전투(関ヶ原の戦い))을 피할 수 없게 된 상황 하에서 마사유키와 마사유키의 차남 노부시게(信繁)가 서군에 가세한 것이 원인이었다. 시나노의 다이묘가 대부분 동군에 가세한 상황에서 마사유키와 노부시게가 굳이 서군에 가세한 이유에 대해서는 여러 가지 설이 있으나, 마사유키의 다섯째 딸이 서군의 총수 이시다 미쓰나리(石田三成)의 처가인 우다 가문(宇田氏)에 시집간데다 차남 노부시게도 미쓰나리의 친우 오타니 요시쓰구(大谷吉継)의 딸과 결혼한 상태였다는 인척관계가 마사유키・노부시게 부자의 선택에 중요한 영향을 미친 것으로 여겨진다. 이와는 반대로 마사유키의 장남 노부유키는 도쿠가와 이에야스의 양녀로 들어간 혼다 다다카쓰(本多忠勝)의 딸 고마쓰히메(小松姫)를 부인으로 맞아들여 동군에 가담하여 우에다 성을 공격하는 도쿠가와 히데타다(徳川秀忠) 군세에 속하였다. 이 선택은 다이묘 가문으서의 가명 존속을 최우선으로 생각하고 서군과 동군 양 편으로 나뉘어 가담한 것이라고 여겨져, 가문의 이름을 날리기 위한 제1차 전투와는 근본적으로 다르다고 할 수 있다.
어찌되었든 이 두 차례의 전투를 통하여 사나다 마사유키라는 무장의 이름은 “전투에 능한 자(戦巧者)”로서 전국에 알려지게 되었다.